# Muito Muito
"Muito Muito" é uma canção da cantora brasileira Manu Gavassi, que faz parte do repertório de seu terceiro álbum de estúdio, “Manu”, lançado pela Universal Music, que conta com 12 faixas de composições autorais.
No videoclipe a cantora participa de um duelo de dança entre o seu grupo e a turma de seu rival.

## Vídeo Musical
A música ganhou um videoclipe gravado em São Paulo e com direção, fotografia e montagem de João Monteiro e Fernando Moraes (Os Primos).
No videoclipe Manu trava uma batalha de dança que se transforma em uma grande festa.
“Esse foi o clipe mais desafiador da minha carreira, nunca imaginei que me veria fazendo uma coreografia. Minha mão está em cada detalhe e fiquei muito feliz com o resultado” – Manu Gavassi.

## Desempenho
Atualmente a música possui mais de 4 milhões de visualizações no YouTube e mais de 2 milhões de streams no Spotify.